# 高鍋進
高鍋 進（たかなべ すすむ、1976年〈昭和51年〉8月16日 - ）は、日本の剣道（教士八段）。神奈川県警察警部補。現在鶴見警察署所属。

## 人物
熊本市出身。剣道を習っていた兄の影響で小学2年生から剣道を始める。熊本市立楠中学校時代に主将を任され、3年時に九州チャンピオンになった。またPL学園高等学校時代も主将を務め、インターハイで団体優勝。筑波大学時代も主将を経験。2年時に全日本学生剣道選手権大会で準優勝。また全日本学生大会で団体優勝もした。
高校時代から米屋勇一とは同期ライバルでもある。公式試合では高鍋が米屋に勝利することが多く負けることはほぼ皆無だったが、2009年の全日本剣道選手権大会3回戦で、「おそらく初めて」（米屋勇一・談）米屋に敗れた。
2009年1月から神奈川県警察術科特別訓練剣道部の主将を務めている。高鍋の面は決まるまでの速さが約0.1秒で現役選手の中では最速であり、神奈川県警察剣道監督の宮崎正裕は「剣道をやってきて、速いと思った選手は何人もいたけれど（高鍋は）その中で群を抜いている。やはり持って生まれた才能だと思う」と高く評価している。
高鍋の癖は、昔から面を打たれそうになると反射的に手元を上げてしまう「三所避け」。この動作は面・小手・胴を同時に防ぐことができるが、正しい剣道ではない悪癖とされている。
世界剣道選手権大会には寺本将司と共に、第12回（グラスゴー大会）・第13回（台湾大会）・第14回（ブラジル大会）と3大会連続で出場。第14回大会では副主将を務めた。
2010年の全日本剣道選手権大会において、前年覇者の内村良一を敗って悲願の初優勝。2011年の全日本剣道選手権大会において、埼玉県の東永幸浩を破って、1999年の宮崎正裕以来、12年ぶりに史上2人目の2連覇を達成した。

## 経歴
- 1976年8月16日 - 熊本県熊本市に生まれる。
- 1984年 - 兄の影響で剣道を始める。
- 1989年4月 - 熊本市立楠中学校に入学。大将を務める。
- 1991年 - 九州チャンピオンになる。
- 1992年4月 - PL学園高等学校に入学。
- 1995年4月 - 筑波大学体育学群に入学。
- 1999年4月 - 神奈川県警察に奉職。
- 2012年7月 - 警察庁長官表彰警察功労章を受章[1]。

## 実績
大学生
【関東大会】

### 関東学生剣道新人戦大会
- 1995年 - 準優勝
- 1996年 - 優勝

### 関東学生剣道選手権大会
- 1997年 - 準優勝

### 関東学生剣道優勝大会
- 1995年 - 準優勝
- 1996年 - 第3位

【全国大会】

### 全日本学生剣道選手権大会
- 1999年 - 準優勝

社会人

### 全日本剣道選手権大会
- 2003年 - ベスト8（優秀選手賞）（初出場）
- 2004年 - 2回戦敗退
- 2005年 - 1回戦敗退
- 2006年 - 第3位
- 2007年 - 準優勝
- 2008年 - 3回戦敗退（優秀選手賞）
- 2009年 - 3回戦敗退
- 2010年 - 優勝
- 2011年 - 優勝（同大会2連覇は史上2人目）
- 2012年 - 第3位

### 全国警察剣道選手権大会
- 2001年 - 準優勝（初出場）
- 2002年 - 第3位
- 2003年 - 3回戦敗退
- 2004年 - 第3位
- 2005年 - 優勝
- 2006年 - 3回戦敗退
- 2007年 - 第5位（ベスト8）
- 2008年 - 2回戦敗退
- 2009年 - 優勝
- 2010年 - 優勝（同大会2連覇は史上5人目）
- 2012年 - 優勝（同大会3連覇は史上3人目）

### 全国警察剣道大会
- 1999年 - 優勝（初出場）
- 2000年 - 予選リーグ敗退
- 2001年 - 予選リーグ敗退
- 2002年 - 第3位
- 2003年 - 予選リーグ敗退
- 2004年 - 優勝
- 2005年 - 優勝
- 2006年 - 準優勝
- 2007年 - 準優勝
- 2008年 - 準優勝
- 2009年 - 準優勝
- 2010年 - 優勝

### 全日本選抜剣道七段選手権大会
- 2014年 - 準優勝
- 2015年 - 優勝
- 2016年 - 優勝
- 2019年 - 優勝

### 世界剣道選手権大会
- 2003年 - 男子団体戦優勝（予選：先鋒）
- 2006年 - 男子団体戦第3位（次鋒）
- 2009年 - 男子団体戦優勝（中堅・副将）
- 2012年 - 男子個人戦優勝・団体戦優勝（大将）

### 国民体育大会剣道競技
- 2003年 - 第3位（NEW!!わかふじ国体）
- 2004年 - 第3位（彩の国まごころ国体）

## DVD
- 『にんげんドキュメント ただ一撃にかける』 NHKエンタープライズ
- 『精選十七番 第51回全日本剣道選手権大会』 スキージャーナル

## TV
- NHKスペシャル「ミラクルボディー 反応の限界を超えろ」（2008年5月4日）NHK
- スポーツ大陸 「己に克て 〜剣道・高鍋進〜 」（2009年9月13日）NHK